# Piruvat dehidrogenaza (citohrom)
Piruvat dehidrogenaza (citohrom) (EC 1.2.2.2, piruvatna dehidrogenaza, piruvinska dehidrogenaza, piruvinska (citohrom b1) dehidrogenaza, piruvat:ubihinon-8-oksidoreduktaza, piruvatna oksidaza (nespecifična)) je enzim sa sistematskim imenom piruvat:fericitohrom-b1 oksidoreduktaza. Ovaj enzim katalizuje sledeću hemijsku reakciju:
piruvat + fericitohrom b1 +H2O {\displaystyle \rightleftharpoons } acetat + CO2 + ferocitohrom b1
Ovaj enzim je flavoprotein. Za njegovo dejstvo je neophodan tiamin difosfat.

## Literatura
- Nicholas C. Price; Lewis Stevens (1999). Fundamentals of Enzymology: The Cell and Molecular Biology of Catalytic Proteins (Third изд.). USA: Oxford University Press. ISBN 019850229X.
- Eric J. Toone (2006). Advances in Enzymology and Related Areas of Molecular Biology, Protein Evolution (Volume 75 изд.). Wiley-Interscience. ISBN 0471205036.
- Branden C; Tooze J. Introduction to Protein Structure. New York, NY: Garland Publishing. ISBN 0-8153-2305-0.
- Irwin H. Segel. Enzyme Kinetics: Behavior and Analysis of Rapid Equilibrium and Steady-State Enzyme Systems (Book 44 изд.). Wiley Classics Library. ISBN 0471303097.
- William P. Jencks (1987). Catalysis in Chemistry and Enzymology. Dover Publications. ISBN 0486654605.

## Spoljašnje veze
- Pyruvate+dehydrogenase+(cytochrome) на 